# Endlicheria klugii
Endlicheria klugii är en lagerväxtart som beskrevs av Otto Christian Schmidt. Endlicheria klugii ingår i släktet Endlicheria och familjen lagerväxter. Inga underarter finns listade i Catalogue of Life.